# Rugby à XV en Angleterre
Le rugby à XV en Angleterre est un sport populaire qui fait partie de la culture nationale. Les Anglais vouent une véritable passion pour le rugby, discipline dans laquelle les clubs anglais gagnent des trophées majeurs depuis les années 1970. La Rugby Football Union (RFU), créée en 1871, a la charge d'organiser et de développer le rugby à XV en Angleterre. Elle gère l'équipe d'Angleterre de rugby à XV, elle possède le stade de Twickenham.
L'équipe d'Angleterre masculine participe chaque année au Tournoi des Six Nations, compétition qu'elle a gagné trente-cinq fois dont douze grands chelems. Depuis 1987, l'Angleterre participe à la Coupe du monde de rugby à XV. Elle effectue aussi régulièrement des tournées pour se confronter aux meilleures équipes de l'hémisphère sud, l'Afrique du Sud, l'Australie et la Nouvelle-Zélande.

## Historique

### Origine du rugby et première rencontre internationale

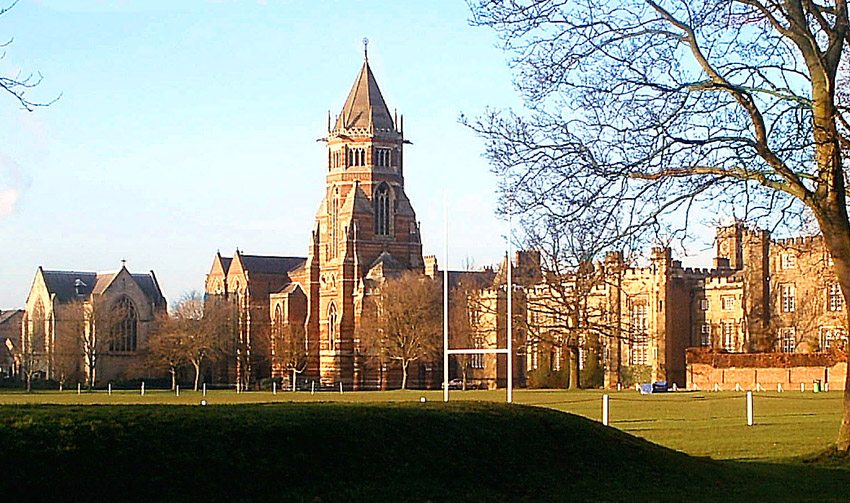
Rugby, ville anglaise du Warwickshire.

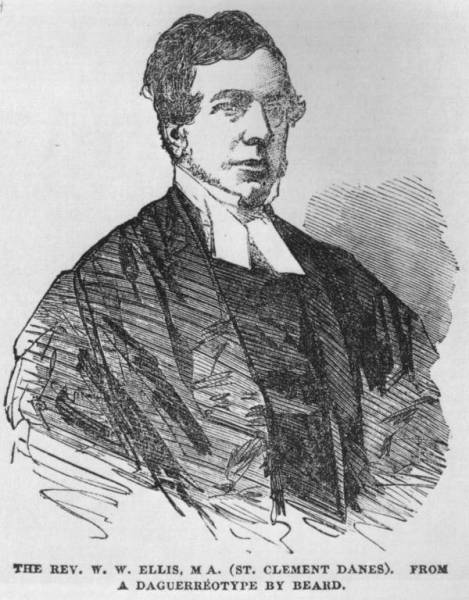
William Webb Ellis

Selon une légende, le rugby à XV remonte au geste de William Webb Ellis, qui, en 1823, au cours d'un match de football, se serait saisi du ballon à pleines mains alors qu'il jouait au Collège de Rugby. En réalité, le "rugby" est une forme de football qui est pratiqué dans le collège de la ville de Rugby, c'est d'ailleurs pour cela que de nombreux clubs portent le nom de football (le Gloucester Rugby Football Club en Angleterre mais aussi le Football Club de Grenoble rugby en France). De même, la fédération anglaise de rugby a pour nom la "Rugby Football Union". Des anciens élèves de nombreuses écoles privées (et en premier lieu celle de Rugby) répandent le jeu dans la première moitié du XIXe siècle. Celui-ci trouve sa place dans les universités et dans des clubs de Londres et de province. 
La fondation du club de Blackheath, qui est déterminante dans la genèse du jeu, date de 1858. Ce club adhère à la Football Association (FA) en 1863 puis, après sept années de cohabitation avec les footballeurs, quitte la FA pour fonder  une fédération spécifique qui réglemente le jeu à la main : le 26 janvier 1871 naît la Rugby Football Union. 
La première rencontre internationale de l'équipe d'Angleterre de rugby à XV a lieu contre l'Écosse le dimanche 27 mars 1871. Ce n’est pas seulement le premier match de l'Angleterre, mais également la première rencontre internationale jamais disputée. Le match a lieu à Raeburn Place, situé à Édimbourg. L'Écosse remporte la rencontre 4-1 devant 4 000 personnes,. Le match est joué au Raeburn Place, un stade de cricket car la Fédération écossaise de rugby à XV n'a pas encore de stade adapté pour un match international. Il est disputé par deux équipes de 20 joueurs, en deux mi-temps de 50 minutes. Les Écossais gagnent le match par un essai et un but marqués contre un essai pour les Anglais.

## Institutions dirigeantes

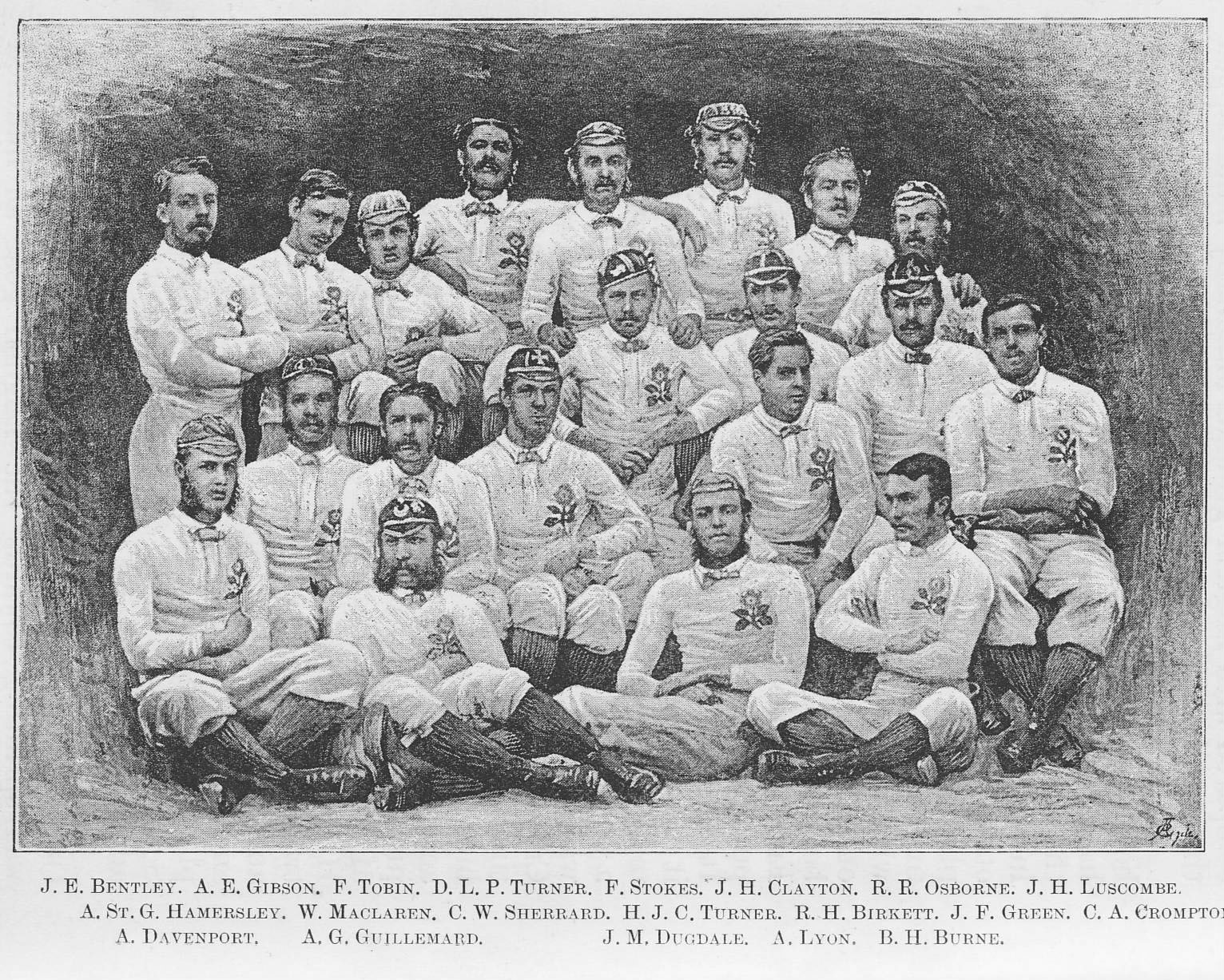
La première équipe d'Angleterre contre l'Écosse le 27 mars 1871.

La fédération anglaise de rugby à XV ou Rugby Football Union (RFU) est la fédération chargée d'organiser et de gérer le rugby à XV en Angleterre. La RFU dirige les équipes nationales anglaises, et chapeaute les compétitions de clubs chez les hommes, les femmes et les jeunes (environ 716 000 licenciés pour 1 900 clubs). Elle gère aussi les arbitres et des formations pour les entraîneurs. Elle possède également le stade de Twickenham où l'équipe nationale joue presque toutes ses rencontres à domicile. La fédération de rugby anglaise est fondée en 1871 par vingt-et-un clubs, le rugby n'est alors qu'un des multiples « codes » du football. En 1890, la RFU rejoint l'International Rugby Football Board, créée en 1886 par ses homologues d'Écosse, du pays de Galles et d'Irlande pour régir le rugby à XV au niveau international.
Les licenciés de rugby à XV dans le monde (en milliers)

## Organisation du rugby anglais

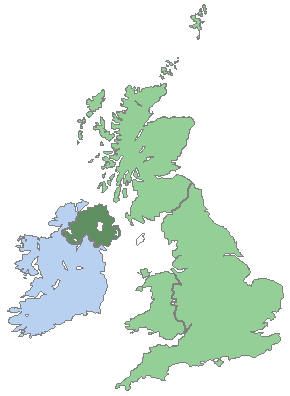
Carte de la Grande-Bretagne et de l'Irlande

### Compétitions de clubs

#### Championnat d'Angleterre
Le championnat d'Angleterre de rugby à XV rassemblant les douze clubs de l'élite anglaise a été créé en 1987. Ce championnat a successivement été dénommé Courage League (1987-1997), Allied Dunbar League (1997-2001), Zurich Premiership (2001-2005), puis Guinness Premiership depuis 2005, au gré des parrainages.
Le titre est attribué à l'issue d'une saison régulière qui débute généralement en septembre puis d'une phase play-off jusqu'à une finale disputée à Twickenham fin mai. Le dernier du classement est relégué à l'étage inférieur de la hiérarchie : le Guinness Championship. Les Leicester Tigers, champions en titre, sont les plus titrés avec huit victoires dans la compétition.

#### Divisions inférieures
La deuxième division apparaît en 1987 avec la création des championnats nationaux. Elle s'appelle Division 2 of the Courage League ou Courage Clubs Championship jusqu'en 1997, puis Allied Dunbar Premier League Two ou Allied Dunbar Premiership Division Two jusqu'en 1999-2000. En 2000-01, elle devient National Division One. Elle se compose alors de 16 équipes professionnelles et semi-professionnelles. 
Sous l'impulsion de la fédération anglaise, le professionnalisme devient obligatoire en 2009, le nombre de participants tombe de 16 à 12 (cinq équipes ont été reléguées en troisième division, une seule est montée de D3, tandis que le premier, Leeds, a été remplacé par le relégué de Première division, Bristol), et le championnat est renommé Guinness Championship. Les clubs sont soumis à un salary cap et à un cahier des charges strict pour leurs stades. La fédération anglaise s'engage à verser 2,3 £ millions pendant deux ans et la Premiership £1 million pendant huit ans afin de soutenir le développement d'une compétition que plusieurs clubs ne pensent pas viable. Une partie de l'argent du contrat signé par la première division avec Sky Sports sera aussi versé à la nouvelle compétition. Enfin, la RFU institue un système de primes pour les clubs qui, après deux ans, feront sortir des joueurs sélectionnables pour l'équipe d'Angleterre et amélioreront leurs installations.

#### Coupe nationale
La Coupe d'Angleterre de rugby à XV est une compétition à élimination directe mettant aux prises les clubs anglais depuis 1972. Sponsoring oblige, cette compétition a connu plusieurs noms : John Player Cup de 1972 à 1988, Pilkington Cup de 1989 à 1998, Tetley's Bitter Cup en 1999 et 2000 puis Powergen Cup depuis 2001. Depuis 2006, toujours sous le nom de Powergen Cup, elle est devenue la « Coupe anglo-galloise » à laquelle participent les douze clubs anglais de Guinness Premiership et les quatre équipes galloises engagées en Celtic League. Son format n'est plus l'élimination directe. Les seize équipes sont réparties en quatre poules de quatre comportant chacune trois équipes anglaises et une galloise qui s'affrontent uniquement en matches-aller. Les premiers de chaque poule sont qualifiés pour les demi-finales disputées sur terrain neutre. Les deux vainqueurs s'affrontent en finale.

#### Coupe d'Europe des clubs
La Coupe d'Europe de rugby à XV est une compétition disputée chaque année par des équipes de clubs, de franchises régionales et provinciales d'Angleterre, d'Écosse, de France, d'Irlande, d'Italie et du pays de Galles. La compétition est organisée par l'European Rugby Cup, qui gère également le Challenge européen de rugby à XV, compétition secondaire. Le titre de champion d'Europe de rugby à XV est détenu actuellement par le Rugby Club Toulonnai  et est remis en jeu lors de la Coupe d'Europe de rugby 2013-2014. Les clubs anglais sont très compétitifs, comme le prouve le tableau des résultats par nation.
| Rang | Nation         | Participations | Victoires | Finales | Demi-finales | Quarts de finale |
| ---- | -------------- | -------------- | --------- | ------- | ------------ | ---------------- |
| 1    | Angleterre     | 64             | 6         | 3       | 6            | 15               |
| 2    | France         | 72             | 6         | 8       | 9            | 15               |
| 3    | Irlande        | 39             | 6         | 2       | 6            | 6                |
| 4    | Pays de Galles | 55             | 0         | 1       | 5            | 11               |
| 5    | Écosse         | 26             | 0         | 0       | 0            | 1                |
| 6    | Italie         | 27             | 0         | 0       | 0            | 0                |
| -    | Roumanie       | 1              | 0         | 0       | 0            | 0                |

### Équipes nationales

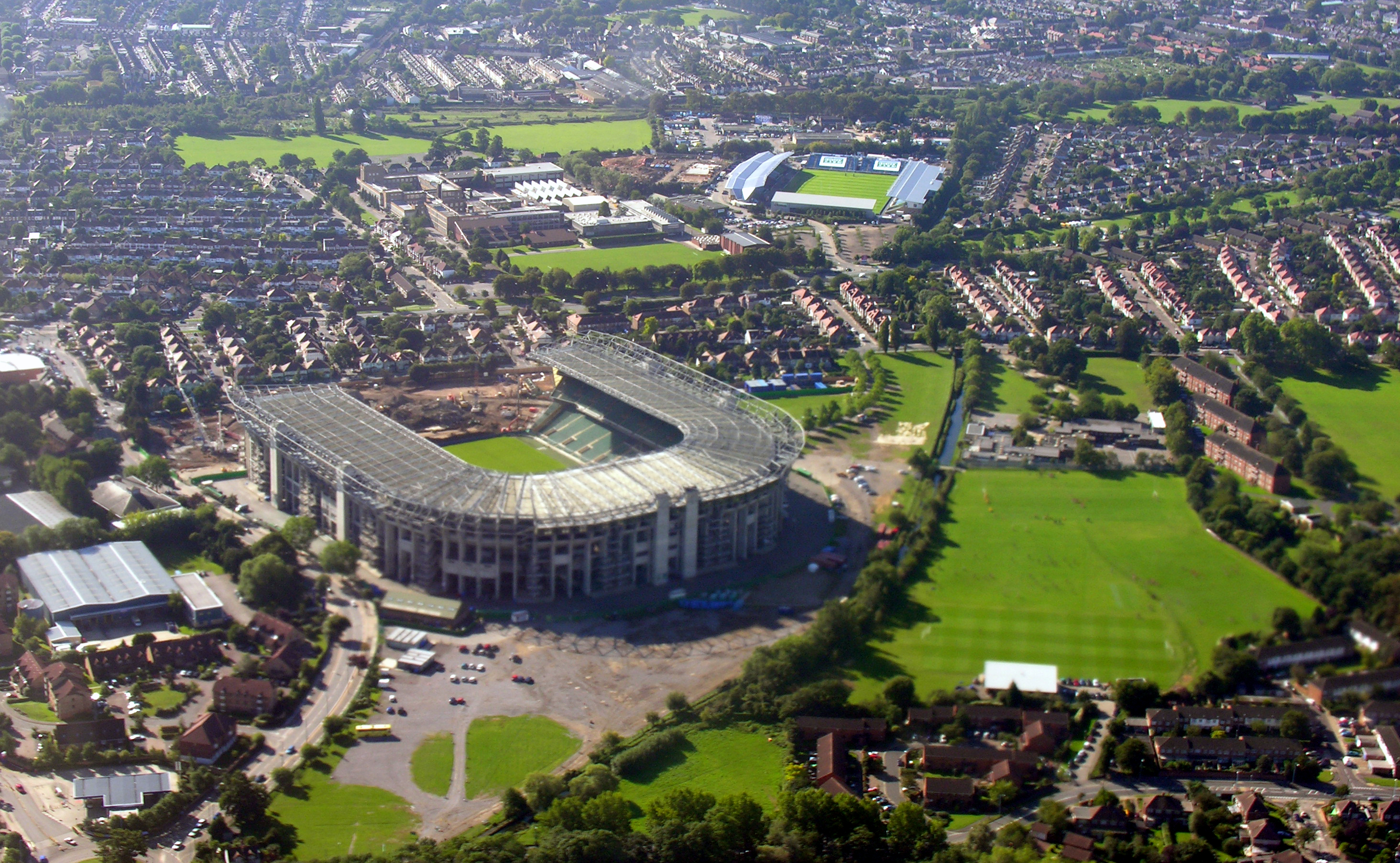
Twickenham avant la reconstruction de la tribune sud

#### Équipe masculine
Surnommée le « XV de la rose », l'équipe nationale fait partie de la première division du classement de l'IRB. Au 2 février 2009, elle est sixième au classement des équipes nationales de rugby.

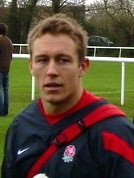
Jonny Wilkinson

Elle participe au Tournoi des Six Nations depuis 1882-1883 et l'a déjà remporté  trente-cinq fois dont douze grands chelems. Sa meilleure performance en coupe du monde est une victoire lors de la Coupe du monde de rugby à XV 2003. Elle est finaliste de l'édition de 2007. Elle a participé à chaque édition.
L'équipe nationale évolue à domicile au stade de Twickenham. Tous les quatre ans les Lions font une tournée avec des joueurs d'Angleterre aussi bien que les meilleurs joueurs d'Écosse, d'Irlande et du pays de Galles.
La première rencontre internationale de l'équipe d'Angleterre de rugby à XV a lieu contre l'Écosse le dimanche 27 mars 1871. Ce n'est pas seulement le premier match de l'Angleterre, mais également la première rencontre internationale jamais disputée. Le match a lieu à Raeburn Place, situé à Édimbourg (Écosse). L'Écosse l'emporte 4-1 devant 4 000 personnes,.
Le match est joué au Raeburn Place, un stade de cricket car la fédération écossaise de rugby à XV n'a pas encore de stade adapté pour un match international. Il est disputé par deux équipes de vingt joueurs, en deux mi-temps de cinquante minutes. Les Écossais gagnent le match par un essai et un but marqués contre un essai pour les Anglais. Le XV de la rose a un palmarès inégalé dans le rugby à XV dans le Tournoi des Six Nations. Les Anglais jouent en blanc avec une rose sur le cœur. Le « XV de la Rose » évolue à domicile au stade de Twickenham.

#### Équipe féminine
L'équipe d'Angleterre de rugby à XV féminin est une sélection des meilleures joueuses anglaises. Depuis son premier match en 1987, elle a remporté 10 Tournoi des six nations et deux Coupes du monde en 1994 et 2014.

## Couverture audiovisuelle et aspects économiques

### Presse
Il n'existe pas de journaux nationaux spécialisé dans le sport au Royaume-Uni. Les journaux nationaux ont donc une importante parti sur le sport. The Guardian, la BBC ou encore The Times ont une rubrique pour le rugby.

### Couverture audiovisuelle
Les droits de retransmission au Royaume-Uni des matchs de l'équipe nationale anglaise sont détenus par la BBC qui possède l'exclusivité pour les matchs du Tournoi des Six Nations. Le nombre de téléspectateurs qui suivent le Tournoi est stable, il est en moyenne de 5,3 millions de téléspectateurs pour les matchs de l'Angleterre et peut atteindre potentiellement 7,5 millions,.
Le groupe privé Sky Sports transmet aussi des test matchs disputés par l'équipe d'Angleterre ainsi que les matchs de championnat.

### Aspects économiques

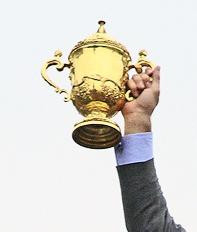
Champions du monde en 2003

Les droits de télévision, le sponsoring et la vente de billets d'entrée aux matchs du Tournoi sont des sources de revenus importantes pour les fédérations. Un match du Tournoi disputé dans le stade de Twickenham rapporte 4 à 5 millions d'euros à la fédération anglaise (RFU).
La finalisation des travaux d'agrandissement du stade de Twickenham a permis d'augmenter les recettes de  7 à 8 millions de Livres grâce à l'augmentation de la capacité du stade mais aussi grâce aux revenus générés par les services annexes.
Les profits générés par le Tournoi sont partagés entre les fédérations nationales de rugby en plusieurs parts selon différents critères :
- une part répartie également entre les pays membres ;
- une part qui est fonction du nombre de clubs de chaque pays ;
- une part qui est fonction du classement des sélections.

Plusieurs grands groupes industriels sponsorisent le rugby à XV et, en particulier, le Tournoi des Six Nations. Pour ces groupes, le rugby représente l'esprit d'équipe, la convivialité, la puissance. Autant de valeurs auxquelles ils souscrivent et souhaitent être associés. Les sponsors bénéficient d'une excellente visibilité pendant la retransmission des matchs du Tournoi des Six Nations, la  présence d'une marque sur les panneaux publicitaires qui entourent le terrain représente environ 1,6 million d'euros d'équivalent publicitaire.